# Rodovia dos Tamoios

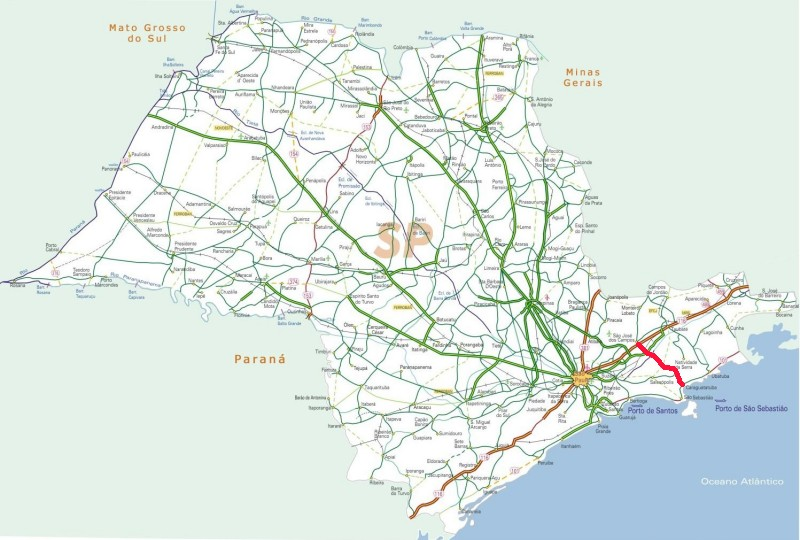
Rodovia dos Tamoios

La  Rodovia dos Tamoios  est une autoroute de l'État de São Paulo au Brésil, codifiée SP-099.